# (8991) Solidarity
(8991) Solidarity es un asteroide perteneciente al cinturón de asteroides descubierto por el equipo del Observatorio Europeo Austral desde el Observatorio de La Silla, Chile, el 6 de agosto de 1980.

## Designación y nombre
Solidarity recibió inicialmente la designación de 1980 PV1.
Más adelante, en 2001, el Comité de Nomenclatura para los Cuerpos Menores denominó al asteroide «Solidarity» en recuerdo de la solidaridad demostrada por las gentes hacia los amigos y familiares de las víctimas del ataque terrorista a las torres gemelas de Nueva York.

## Características orbitales
Solidarity orbita a una distancia media de 2,787 ua del Sol, pudiendo alejarse hasta 3,298 ua y acercarse hasta 2,275 ua. Tiene una inclinación orbital de 6,797 grados y una excentricidad de 0,1836. Emplea 1699 días en completar una órbita alrededor del Sol. El movimiento de Solidarity sobre el fondo estelar es de 0,2119 grados por día.

## Características físicas
La magnitud absoluta de Solidarity es 12,8.